# 神偷奶爸2
《神偷奶爸2》（英語：Despicable Me 2）是一部於2013年7月3日上映的美國喜劇3D電腦動畫喜劇電影，2010年動畫電影《神偷奶爸》的續集，也是《神偷奶爸系列》的第二部電影作品。由照明娱乐製作，环球影业發行，兩部作品都是皮爾·柯芬與克里斯·雷納德執導、辛柯·保羅與肯·多利歐編劇。史提夫·卡爾、羅素·布蘭德與米蘭達·蔻思葛芙重新詮釋之前的角色。第一集飾演哈蒂阿姨的克莉絲汀·薇格，在本集飾演特工露西。新卡司包含飾演艾德華多的本杰明·布拉特以及飾演反壞人聯盟主席紀畢谷的史提夫·庫根。美国和台灣於2013年7月3日、香港于7月4日上映。中国大陆于2014年1月10日上映。

## 劇情
神憎鬼厭的大壞蛋格魯（Gru）因為三個女孩嘉嘉、迪迪和玲玲而成為好爸爸。正當一家四口樂也融融，一天格魯被一名女特務露西強行帶走，抵達反壞蛋聯盟希望格魯能夠幫他們找回被偷走的PX-41血清，格魯為了在女兒面前重拾尊嚴，而與小小兵和露西著手調查一系列神秘罪案，此時其他沒有參與任務的小小兵一個個被綁架。最终格魯不仅打败反派、救回变异的小小兵和被绑架的露西，还与露西喜结良缘。

## 配音員
| 配音              | 配音     | 配音                          | 配音   | 角色                                 |
| 美國              | 台灣     | 香港                          | 大陸   | 角色                                 |
| ----------------- | -------- | ----------------------------- | ------ | ------------------------------------ |
| 史提夫·加維       | 胡瓜     | 黎耀祥（成年） 陳仕文（少年） | 邓超   | 格魯（Gru）                          |
| 克莉絲汀·薇格     | 王彩樺   | 莫蒨茹                        | 王晓巍 | 露西（Lucy Wilde）                   |
| 本杰明·布拉特     | 胡大衛   | 羅偉亮                        | 胡連華 | 艾德華多（Eduardo "El Macho" Pérez） |
| 米蘭達·蔻思葛芙   | 歐陽妮妮 | 賴芸芬                        | 牟珈论 | 毛毛/港譯：/台譯：妮妮（Margo）      |
| 羅素·布蘭德       | 陳國偉   | 李鎮洲                        | 杨波   | 奈安內博士（Dr. Nefario）            |
| 史提夫·庫甘       | 徐健春   | 高翰文                        | 陆建艺 | 塞拉斯（Silas Ramsbottom）           |
| 郑肯              | 李立英   | 古明華                        |        | 法洛地（Floyd Eagle-san）            |
| 艾希·費雪         | 歐陽娣娣 | 梁綺庭                        | 田雨橙 | 安安/港譯：寧寧/台譯：娣娣（Agnes）  |
| 黛娜·蓋兒         | 歐陽娜娜 | 麥智鈞                        | 杨鸣   | 蒂蒂/港譯：迪迪/台譯：娜娜（Edith）  |
| 莫伊塞斯·阿里亞斯 | 張宇豪   | 張裕東                        |        | 安東尼奧（Antonio Pérez）            |
| 纳西姆·帕杜雷德   | 龍顯蕙   | 麥智鈞                        |        | 吉莉安（Jillian）                    |
| 克里斯汀·沙爾     | 孫若瑜   | 伍潔茵                        |        | 香娜（Shannon）                      |
| 皮爾·柯芬         | 鄭雅分   | 趙增熹                        |        | 小小兵（Minions）                    |
| 克里斯·李納德     | 鄭蕙玲   |                               |        | 肖肖兵（Evil Minions）               |
| 克里斯·李納德     | 王一明   |                               |        | 義大利餐廳服務員（Italian waiter）   |
| 凡妮莎·巴爾       | 梅子     |                               |        | 空服員（Flight Attendant）           |
| 尼可萊·斯托弗     | 黃暘驊   |                               |        | 北極管護衛（Arctic Lab Guards）      |

## 製作
Illumination娛樂公司執行長克里斯·梅勒丹德利宣布正在製作续集。預定在2013年7月3日發行。2011年10月14日時，米蘭達·科斯格羅夫在其官方facebook與twitter表示已經在錄製本片的第一段台詞，梅勒丹德利在隔年2月確認本片已經進入動畫的製作階段。

## 發行

### 行銷
《神偷奶爸2》遊戲的名稱為《Minion Rush》，2013年6月正式在App Store、Google Play等平台提供下載（不包含電腦）。由於前作未於中國大陸院線上映，影碟片名為《卑鄙的我》，因此本片影碟在中國大陸發行時亦命名《卑鄙的我2》而非院線的《神偷奶爸2》。

### 評論
烂番茄新鲜度75%，平均得分6.7；Metacritic上专业影评得分62，获得许多好评。

### 票房
美国首周末收获8251万美圆名列第一位，次周末收获4400万蝉联冠军。由于本片投资只有7600万，而北美票房超过3亿美元，连同海外市场全球总收入过9.5亿美元，因此它成为环球电影公司成立100年来利润最高的电影。
本片在2013年時一度未通過中国大陆官方審查，而延至2014年才上映，首周三天收获9700万人民币列第一位，次周收获1.14亿蝉联冠军。
| 上一届： 《怪兽大学》                             | 2013年美國週末票房冠軍 第27、28周                    | 下一届： 《招魂》             |
| 上一届： 《ATARU THE FIRST LOVE & THE LAST KILL》 | 2013年日本週末票房冠軍 第38周                        | 下一届： 《誰調換了我的父親》 |
| 上一届： 《警察故事2013》                         | 2014年中国内地一周票房冠军 第2-3周（1月6日—1月19日） | 下一届： 《熊出没之夺宝熊兵》 |

## 原聲帶
《神偷奶爸2：電影原聲帶》（英語：Despicable Me 2: Original Motion Picture Soundtrack）是本作的原聲帶。艾特·培瑞拉與菲瑞·威廉斯負責譜曲，並於2013年6月18日由Back Lot Music發行。
電影原聲帶
| 曲序     | 曲目                        | 词曲                                        | 演唱者        | 时长    |
| -------- | --------------------------- | ------------------------------------------- | ------------- | ------- |
| 1.       | Scream                      | 菲瑞·威廉斯                                 | Cee Lo Green  | 3:41    |
| 2.       | Another Irish Drinking Song | Greg DiCostanzo、Paul Sabourin              | 皮爾·柯芬     | 0:39    |
| 3.       | Just a Cloud Away           | 菲瑞·威廉斯                                 | 菲瑞·威廉斯   | 2:56    |
| 4.       | Happy                       | 菲瑞·威廉斯                                 | 菲瑞·威廉斯   | 3:53    |
| 5.       | I Swear                     | Gary Baker、Frank J. Myers                  | 皮爾·考芬     | 1:38    |
| 6.       | Y.M.C.A.                    | Henri Belolo、Jacques Morali、Victor Willis | 皮爾·考芬     | 2:55    |
| 7.       | Fun、Fun、Fun               | 菲瑞·威廉斯                                 | 菲瑞·威廉斯   | 3:26    |
| 8.       | Despicable Me               | 菲瑞·威廉斯                                 | 菲瑞·威廉斯   | 4:14    |
| 9.       | Px-41 Labs                  |                                             |               | 2:06    |
| 10.      | The Fairy Party             |                                             |               | 1:27    |
| 11.      | Lucy and the Avl            |                                             |               | 5:39    |
| 12.      | Goodbye Nefario             |                                             |               | 1:27    |
| 13.      | Time for Bed                |                                             |               | 1:27    |
| 14.      | Break-In                    |                                             |               | 3:00    |
| 15.      | Stalking Floyd Eaglesan     |                                             |               | 1:35    |
| 16.      | Moving to Australia         |                                             |               | 3:09    |
| 17.      | Going to Save the World     |                                             |               | 1:25    |
| 18.      | El Macho                    |                                             |               | 1:27    |
| 19.      | Jillian                     |                                             |               | 0:47    |
| 20.      | Take Her Home               |                                             |               | 1:29    |
| 21.      | El Macho's Lair             |                                             |               | 3:32    |
| 22.      | Home Invasion               |                                             |               | 1:57    |
| 23.      | The Big Battle              |                                             |               | 7:23    |
| 24.      | Ba Do Bleep                 | Johannes Brahms                             | 克里斯·雷納德 | 0:13    |
| 总时长： | 总时长：                    | 总时长：                                    | 总时长：      | 1:01:25 |

## 衍生作品
一部名為《小小兵》的衍生作品，以小小兵為主要角色，並於2015年上映。由布萊恩·林奇編劇，會由皮爾·柯芬與凱爾·巴爾達執導，且由克里斯·梅勒丹德利與珍娜·海莉製作，電影背景設定在1960年代，聚焦在小小兵遇見格魯之前的故事，他們與反派煞天嬌（Scarlet Overkill）（由珊卓·布拉克配音）爭取權利的故事。

## 奖项
- 第71屆金球獎最佳动画电影提名
- 第67届英国电影学院奖最佳动画电影提名
- 第86屆奧斯卡金像獎最佳动画长片提名

## 備註
1. ↑  依照電影上映次序。

## 外部連結
- 互联网电影数据库（IMDb）上《神偷奶爸2》的资料（英文）
- 大卡通資料庫上《神偷奶爸2》的資料（英文）

- 爛番茄上《神偷奶爸2》的資料（英文）
- Metacritic上《神偷奶爸2》的資料（英文）
- Box Office Mojo上《神偷奶爸2》的資料（英文）
- AllMovie上《神偷奶爸2》的资料（英文）
- 開眼電影網上《神偷奶爸2》的資料（繁體中文）
- 时光网上《神偷奶爸2》的資料（简体中文）
- 豆瓣电影上《神偷奶爸2》的資料 （简体中文）